# Lékařské tajemství

Jednou z podstatných povinností, která je uložena každému lékaři a zdravotnickému pracovníkovi (zdravotníkovi), je udržení lékařského tajemství, tedy zachování mlčenlivosti o skutečnostech, se kterými se setkal ve výkonu svého zdravotnického povolání. Mlčenlivost lékaře či jiného zdravotního pracovníka musí být zachována jak o skutečnostech medicínského charakteru, tak o skutečnostech osobního života pacienta. Lékař a další zdravotnický personál není oprávněn šířit či poskytovat informace o diagnóze, léčebných postupech a rodinném či osobním životě. Výjimkou jsou případy, kdy tyto informace lékař či zdravotník sděluje se souhlasem pacienta nebo při zproštění povinnosti mlčenlivosti nadřízeným orgánem v důležitém státním zájmu. Povinnost mlčenlivosti není časově omezená. Povinnost mlčenlivosti trvá i v případech, kdy pacient, ke kterému se daná skutečnost či informace vztahuje, již nežije. Lékařské tajemství musí být zachováno i v době, kdy daný lékař či zdravotník již ve zdravotnictví nepracuje.

## Kdo je vázán mlčenlivostí
Mlčenlivostí jsou vázáni všichni zdravotní pracovníci a ostatní osoby, které mohou přijít do kontaktu s údaji o pacientovi na základě zákonného zmocnění. Jde tedy o lékaře, zdravotní sestry, administrativní pracovníky, kteří zpracovávají data pro zdravotní pojišťovny, studenti zdravotních škol a lékařských fakult, zaměstnanci ČSSZ (Česká správa sociálního zabezpečení), kteří se podílejí na vypracování zdravotních posudků, dále pak soudní znalci v oboru zdravotnictví.

### Lékař není vázán povinnou mlčenlivostí
- Pokud pacient nebo jeho zákonný zástupce souhlasí s poskytnutím informací.
- Pokud povinnost sdělit osobní a lékařské údaje o pacientovi stanovují zvláštní předpisy soudního řízení.
- Pokud zvláštní právní předpis stanoví ohlašovací povinnost (např. trestní zákoník – § 368 neoznámení trestného činu, § 367 nepřekažení trestného činu).
- Pokud ke sdělování údajů dochází ve sporu mezi lékařem či zdravotnickým zařízení a pacientem, popřípadě jinou osobou uplatňující svá práva v rámci trestního, občanskoprávního či správního řízení před soudem, rozhodčím orgánem nebo správním orgánem.[1]

### Sdělování informací o pacientově stavu příbuzným či družce/druhovi
Informace jiným osobám jsou poskytovány pouze na základě souhlasu pacienta, což platí také o příbuzných. Pokud však pacient není ve stavu, kdy by mohl určit osoby, které mohou být informovány o jeho zdravotním stavu (např. pacient spící v kómatu), mohou být informovány osoby blízké. Osobou blízkou je příbuzný v řadě přímé, sourozenec a manžel, partner; jiné osoby v poměru rodinném nebo obdobném se pokládají za osoby sobě navzájem blízké, jestliže by újmu, kterou utrpěla jedna z nich, druhá důvodně pociťovala jako újmu vlastní. Mezi osoby blízké můžeme řadit příbuzné v nepřímé linii, opatrovníky, pěstouny, druha a družku.
Jestliže pacient vyslovil nepodmíněný zákaz o sdělení informací o svém zdravotním stavu, nemohou být tyto informace sděleny ani osobám blízkým s výjimkou, kdy by se jednalo o sdělení informací, jež by byly důležité pro ochranu jejich zdraví nebo zdraví jiných osob (infekční choroby, geneticky podmíněné nemoci).

### Studenti medicíny či zdravotnických škol
Pacient může vyjádřit svůj nesouhlas s přítomností mediků či jiných studentů zdravotnických škol při lékařském zákroku či vyšetření. Zákonná úprava ustanovuje předpokládaný souhlas, pacient tedy musí vyslovit svůj nesouhlas, jinak se považuje jeho mlčení jako souhlas s přítomností mediků.

## Jak postupovat při porušení povinnosti mlčenlivosti lékaře či jiného zdravotního personálu
Pacient může podat stížnost České lékařské komoře, nebo České stomatologické komoře pro porušení profesní etiky, pokud povinnost mlčenlivosti porušil lékař.
Dále se pacient může obrátit se svou stížností ke zřizovateli zdravotnického zařízení, nadřízenému zdravotníka nebo správnímu orgánu, který udělil oprávnění k poskytování zdravotních služeb dané osobě.
Další možností je podání žaloby na ochranu osobnosti, případně domáhat se soudně odškodnění.
Porušením povinnosti mlčenlivosti je možno také spáchat přestupek nebo dokonce i trestný čin.

## Právní předpisy vztahující se k lékařskému tajemství
- Úmluva o lidských právech a biomedicíně
- Zákon o zdravotních službách, č. 372/2011 Sb.
- Zákon o ochraně osobních údajů, č. 101/2000 Sb.